# Chalicotheria
I calicoteri (Chalicotheria), altrimenti noti con il nome di ancilopodi (Ancylopoda), sono un gruppo di mammiferi estinti, appartenenti all'ordine dei perissodattili.

## Un miscuglio di animali
L'aspetto di questi animali era davvero curioso: si pensi a un grande erbivoro fornito di lunghe zampe anteriori, tre artigli robustissimi su ciascuna zampa, una testa simile a quella di un cavallo e l'aspetto pendente di una iena. I primi ritrovamenti fossili, incompleti, vennero attribuiti a un bradipo terricolo simile a Megatherium. Solo in seguito sulla base di resti completi, si scoprì la natura di questi bizzarri animali. Probabilmente i calicoteri utilizzavano le loro zampe artigliate per abbassare le fronde degli alberi e per dissotterrare le radici di cui si cibavano.

## Evoluzione
Le forme più primitive, come Eomoropus e Grangeria, apparvero nell'Eocene e vengono incluse nella famiglia (probabilmente parafiletica) degli eomoropidi (Eomoropidae). Meglio conosciuti sono i calicoteridi (Chalicotheriidae), suddivisi in due sottofamiglie comparse nell'Oligocene, i calicoterini (Chalicotheriinae) e gli schizoterini (Schizotheriinae). I primi erano "tipici" calicoteri (ad esempio Chalicotherium e Anisodon), una sorta di incrocio tra un cavallo, un orso e un gorilla, e si diffusero in Africa, Europa e Asia. I secondi (ad es. Schizotherium), invece, possedevano un aspetto leggermente meno bizzarro (il dorso era orizzontale rispetto al terreno e le zampe anteriori della stessa lunghezza di quelle posteriori) e si diffusero anche in Nordamerica (ad esempio Moropus). A questa sottofamiglia appartengono anche forme dalla curiosa fronte a cupola (Tylocephalonyx); forme col cranio ispessito sono note anche tra i calicoterini (Kalimantsia). I calicoterini si estinsero all'inizio del Pleistocene: le ultime forme appartengono al genere asiatico Nestoritherium. Più o meno contemporanei sono i resti degli ultimi schizoterini, rinvenuti in Africa e appartenenti al genere Ancylotherium.

## Calicoteri sopravvissuti?
È possibile che i calicoteri siano sopravvissuti più a lungo, almeno fino al Pleistocene superiore: pitture rupestri rinvenute in Russia raffigurano strani animali molto simili a calicoteri, mentre in Kenya sono tutt'oggi costanti gli avvistamenti di un animale chiamato orso nandi, le cui caratteristiche farebbero pensare a un calicoterio.